# 김돈희 (중추원)
김돈희(金暾熙, 일본식 이름: 金枝亨가네에다 아키라, 1896년 3월 7일 ~ 1950년 9월 10일)는 일제강점기의 관료로, 본적은 충청남도 당진군 당진읍이며 함경남도 함주군 상조양면 출신이다.

## 생애
1915년 사립함흥고등보통학교를 졸업했으며 1916년 문관보통시험에 합격했다. 1919년부터 1920년까지 함경남도 장진군 서기로 근무했고 1921년부터 1931년까지 함경남도 안변군 속(屬, 1921년 ~ 1922년), 신흥군 속(1923년 ~ 1924년), 갑산군 속(1925년 ~ 1927년), 정평군 속(1928년 ~ 1929년), 함경남도 속(1930년 ~ 1931년)을 차례로 역임했다.
1931년부터 1940년까지 함경남도 홍원군수(1931년 12월 28일 ~ 1934년 3월 28일)와 정평군수(1934년 3월 29일 ~ 1940년 7월 29일), 안변군수(1940년 7월 30일 임명)을 차례로 역임했으며 1933년 7월 7일 일본 정부로부터 조선 쇼와 5년 국세 조사 기념장, 1938년 5월 9일 훈6등 서보장을 받았다.
함경남도 정평군수 재직 시절 군용물자 공출에 관한 업무, 국방사상 보급에 관한 업무를 수행하여 일본의 침략 전쟁에 적극 협력했으며 1940년 4월 29일 중일 전쟁에 협력한 공로를 인정받아 일본 정부로부터 단광욱일장을 받았다. 1941년 11월 15일 정6위, 1945년 5월 22일 고등관 3등에 각각 서위되었으며 1944년 2월 27일 일본적십자사 유공장을 받았다.
1945년 7월 5일부터 같은 해 8월 광복 때까지 조선총독부 중추원 참의를 역임했다. 민족문제연구소의 친일인명사전 수록자 명단의 중추원 부문과 관료 부문, 친일반민족행위진상규명위원회가 발표한 친일반민족행위 705인 명단에 포함되었다.

## 참고자료
- 친일반민족행위진상규명위원회 (2009). 〈김돈희〉. 《친일반민족행위진상규명 보고서 Ⅳ-2》. 서울. 144~149쪽.